# قيصر (لقب)
اشتق لقب القيصر من اسم أسرة يوليوس قيصر الذي حكم الإمبراطورية الرومانية ملكاً بدون تاج من عام 49 إلى عام 44 ق.م، وقد حمل أوكتافيان حفيد أخي القيصر وابنه بالتبني. عم والده، ولقب أغسطس كذلك.
ولقب الأباطرة الرومان الأربعة الذين جاؤوا بعد أوكتافيان هو القيصر.. بطريقة النسب العائلي أو التبني.. لأن الاسم أصبح مرتبطاً ارتباطاً وثيقاً بفكر الإمبراطور بحيث صار نوعاً من أنواع الألقاب. وكان الإمبراطور عندما يريد أن يختار الشخص الذي سوف يقوم بخلافته في منصب الحاكم الأعلى.. يمنح خليفته لقب القيصر.. وفي عهد الامبروطورية البيزنطية كان بالإمكان إطلاق لقب القيصر على كل من يتم اختياره حاكماً للبلد..الذي يكون خاضعاً للامبراطورية، ولقب القيصر متداول في اللغة الروسية، وأيضاً الألمانية.. وتختلف التهجئة.

## روسيا
راجع: قيصر (لقب ألماني)
أما في روسيا فكان أول حاكم روسي استخدم اللقب هو إيفان الرهيب عام 1547 م، وآخر حاكم هو نيقولا الثاني (1868 - 1918 م) وفي ألمانيا كان الأباطرة الألمان حكام الإمبراطورية الرومانية المقدسة يستخدمون هذا اللقب بالصيغة الألمانية.. وأخذ الإمبراطور فيلهلم الأول إمبراطور بروسيا لقب القيصر عام 1871 م عندما أصبح إمبراطورا لألمانيا. وقد كان آخر القياصرة الألمان هو فيلهلم الثاني الذي حكم من عام 1888 حتى عام 1918.